# Карсакова, Валентина Фёдоровна
Валентина Фёдоровна Карсакова (1925 — ?) — советский передовик производства в сельском хозяйстве. Герой Социалистического Труда (1966).

## Биография
Родилась 9 февраля 1925 года в деревне Слободка Витебской области Белорусская ССР в крестьянской семье.
В 1928 году семья В. Ф. Карсаковой переехала в город Ленинград. С 1930 по 1941 годы родители работали в пригородном совхозе «Красный Октябрь». В годы Великой Отечественной войны в первую блокадную зиму от голода умер отец, а на фронте погиб старший брат. Валентина была отправлена в эвакуацию в Башкирскую АССР где стала работать дояркой.
С 1956 года вернувшись из Башкирской АССР в Ленинград, начала работать дояркой совхоза «Красный Октябрь» Всеволожского района Ленинградской области.
Сначала В. Ф. Карсакова добилась стабильно высокого показателя в 2000 литров молока от каждой коровы ежегодно, а в 1961 году вышла в передовики, надоив в среднем 5072 литра в группе из 25 коров. В 1964 году В. Ф. Карсакова добилась ещё большего — стабильности надоев, когда каждая корова из её группы стала давать не менее 5000 килограммов молока в год. Была неоднократной участницей  ВДНХ СССР, где неизменно удостаивалась медалей выставки.
22 марта 1966 года Указом Президиума Верховного Совета СССР «за достигнутые успехи в развитии животноводства, увеличении производства и заготовок молока» Валентина Фёдоровна Карсакова была удостоена звания Героя Социалистического Труда с вручением Ордена Ленина и золотой медали «Серп и Молот».
В конце 1960-х В. Ф. Карсакова выступила инициатором получения 125 тонн молока в год. 6 сентября 1973 года и 23 декабря 1976 года  Указом Президиума Верховного Совета СССР «за достижение высоких надоев молока» Валентина Фёдоровна Карсакова  награждалась Орденом Октябрьской революции и Орденом Трудового Красного Знамени.
В 1980 году вышла на пенсию, но продолжала заседать в партийном бюро колхоза, в которое избиралась на протяжении длительного времени. С 1966 года была делегатом XXIII съезда КПСС, избиралась членом Ленинградского обкома и Всеволожского горкома КПСС, депутатом Ленинградского областного и Всеволожского районного Советов.
Жила в Санкт-Петербурге.

## Награды
- Медаль «Серп и Молот» (22.03.1966)
- Орден Ленина (22.03.1966)
- Орден Октябрьской революции (6.09.1973)
- Орден Трудового Красного Знамени (23.12.1976)
- Медаль «За доблестный труд в Великой Отечественной войне 1941—1945 гг.»
- Две золотые и три серебряные Медали ВДНХ